# Старая кора
Старая кора, она же старый плащ, архипаллиум, архикортекс — это эволюционно (филогенетически) самая древняя часть плаща конечного мозга низших хордовых, или же эволюционно (филогенетически) самая древняя часть коры больших полушарий головного мозга млекопитающих.
Под архипаллиумом, или архикортексом чаще всего подразумевают пириформную или обонятельную кору. Однако размеры архипаллиума или архикортекса очень различны у разных видов хордовых животных. У филогенетически более древних видов, таких, как рыбы, архипаллиум составляет большую часть конечного мозга. У земноводных, наряду с архипаллиумом, впервые появляется также палеопаллиум, или «старый плащ» (то, что у млекопитающих называют палеокортексом, или старой корой). У пресмыкающихся, наряду с архипаллиумом и палеопаллиумом, появляются примитивные зачатки неопаллиума (то, что у млекопитающих называют неокортексом, или новой корой).
У микросматических млекопитающих, особенно у приматов и человека, в связи со значительной атрофией обонятельного мозга, архипаллиум или архикортекс превратился в гиппокамповую формацию, в частности в гиппокамп, и в сопряжённые с ним структуры лимбической системы, в частности миндалину (амигдалу) и ограду.